# 牧野成敏
牧野 成敏（まきの しげとし、生没年不詳）は、日本の戦国時代、主に享禄から天文年間に東三河地方（現愛知県豊川市・豊橋市など）で活動した武将。同地方の国人領主牧野氏の一族。通称は田兵衛尉・田兵衛・伝兵衛。牧野氏一族の中でも早期に岡崎松平氏（後の徳川氏）に帰属したことで知られる。正岡城主（豊川市）、のち吉田城主となったが、戸田宣成に城を奪われた。

## 概要
牧野成敏はもっぱら田兵衛・伝兵衛（でんべえ）の通称で、江戸期以降に成立の記録類や系譜類にみられる人物である。

### 出自諸説
『寛政重修諸家譜』では牧野成敏の系譜上の記述が存在しないが、『三州吉田記』の系譜記述、あるいは『八名郡誌』に所載の系図や豊川市の牛窪熊野神社所蔵の系図等によれば、ともに和田野重成（通称民部・紀姓）の子である和田野則成（左衛門尉）の子とされる。しかし、東三河出自で同族と思われる長岡藩主牧野家の『牧野家系図』では和田野則成の記述は無く、牧野成時（古白）の弟田兵衛信成（大永5年（1525年）分地・牧野村住）の子とされ、成時の甥にあたる。前掲の熊野神社所蔵系図も同じく古白の甥、しかし『八名郡誌』では成時の上2代に牧野成清・成富が置かれているために、成敏は成時の叔父になっており、関係が逆転している。この他にも旧長岡市立互尊文庫蔵で現長岡市立中央図書館に所蔵される牧野家の系図類には成敏を牧野成為（平三郎）の子とし、牧野成勝・牧野氏成（新九郎）をその子とする数本の系図の存在や、東三河地方に伝来の系図類や『宮嶋伝記』の系譜記述など、異説が多く牧野成敏の出自・系譜上の客観的な位置関係は不明確である。

### 松平清康への内通
出自においては諸説分かれる成敏であるが、複数の史書・記録類に一致して成敏が西三河岡崎城主松平清康の東三河進攻の際にいち早く清康に内通したとの記述が見える。
成敏の内通を得た清康は吉田城下の下地合戦に勝利し、そのまま吉田城も攻め落として翌日には田原城に向かうと、田原城主の戸田氏も降伏、清康は吉田城に戻って10日ばかり滞在して東三河の沙汰をしたとされ、この間、東三河の国人・有力諸氏は相次いで清康に帰服したという。内通の功のあった成敏は、岡崎に帰還する清康によって吉田城在番を命じられた。清康の力を背景に成敏は勢力を吉田領から宝飯郡方面にも伸長させていたと考えられる。

### 吉田城主となる
宇利熊谷氏・牛久保牧野氏・吉田牧野氏・田原戸田氏など東三河の有力国人を平定した清康は天文4年（1535年）西進に転じて尾張国に進攻したが森山崩れに横死した。吉田城の松平方在番衆は撤退したので牧野成敏はそのまま吉田城の城主となった。天文5年（1536年）には城下の八幡宮や聖眼寺に寄進状を出している。

### 戸田氏の吉田城略取
しかし、清康の死は成敏にとって戸田氏への対抗上では大きな後ろ盾をむしろ喪失したと言える。戸田氏は天文6年（1537年）に牧野成敏から吉田城を奪い、戸田康光の一族戸田宣成（金七郎）を城主に置いた。
その前年、清康嫡子の広忠（当時は千松・仙千代とも）と家臣・阿部定次が今川義元に岡崎城帰還の助勢を求めて駿河行きの途次にこの吉田城（今橋城）に立ち寄っているが、翌年の帰路には吉田城を避けており、この時戸田氏による吉田城攻略の動きがあったからではないかと推測されている。
吉田城失陥の後の成敏についての記録はほとんどなく、わずかに牛久保光輝院所蔵の天文末期から永禄期成立と推測される「牛久保古図」に記載の侍屋敷の人名に「牧野田兵衛」の名を見いだすが、成敏との関連は不明である。

## 家族・子孫
- 父：和田野則成あるいは牧野成富。
- 子：一説に牧野成勝（民部丞）・同牧野氏成（新九郎）。
- 徳川家旗本小十人（340俵）・牧野正名の系譜はこの牧野伝兵衛の子孫であるとしている[12]。
- 信濃国小諸藩主牧野氏の家臣に藩主家とは同族異流の牧野氏3家（家の格式には変遷があるが、享保期から天保期までは、家老連綿2・給人連綿1）があった（詳細→小諸藩牧野氏の家臣団）。この3家は正岡城主牧野成敏の子孫であるとしている。[13]